# الطربة الجعدي

تعديل مصدري - تعديل

الطربة الجعدي هي إحدى قرى عزلة جعار بمديرية خنفر التابعة لمحافظة أبين، بلغ تعداد سكانها 339 نسمة حسب تعداد اليمن لعام 2004.